# Landgericht Lorsch
Das Landgericht Lorsch war von 1821 bis 1879 ein Landgericht des Großherzogtums Hessen in der Provinz Starkenburg mit Sitz in Lorsch.

## Gründung
Ab 1821 trennte das Großherzogtum Hessen auch auf unterer Ebene Rechtsprechung und Verwaltung. Für die Verwaltung wurden Landratsbezirke geschaffen, die erstinstanzliche Rechtsprechung Landgerichten übertragen. 
 Der Landratsbezirk Heppenheim erhielt die Zuständigkeit für die Verwaltung der gleichzeitig aufgelösten Ämter Lampertheim und Lorsch sowie einer Reihe von Gemeinden, die zuvor zu anderen Ämtern gehört hatten. Das Landgericht Lorsch übernahm dort die zuvor durch die Ämter wahrgenommenen Aufgaben der Rechtsprechung.

## Bezirk
Der Gerichtsbezirk umfasste:
| Gemeinde        | Herkunft          | Zugang | Abgang | Nach                  |
| --------------- | ----------------- | ------ | ------ | --------------------- |
| Biblis          | Amt Lorsch        | 1821   | 1839   | Landgericht Gernsheim |
| Bobstadt        | Amt Lampertheim   | 1821   | 1879   | Amtsgericht Lorsch    |
| Bürstadt        | Amt Lorsch        | 1821   | 1879   | Amtsgericht Lorsch    |
| Erbach          | Landgericht Fürth | 1840   | 1879   | Amtsgericht Lorsch    |
| Großhausen      | Amt Zwingenberg   | 1821   | 1879   | Amtsgericht Lorsch    |
| Groß-Rohrheim   | Amt Zwingenberg   | 1821   | 1839   | Landgericht Gernsheim |
| Heppenheim      | Amt Heppenheim    | 1821   | 1879   | Amtsgericht Lorsch    |
| Hofheim         | Amt Lampertheim   | 1821   | 1879   | Amtsgericht Lorsch    |
| Jägersburg      | Amt Zwingenberg   | 1821   | 1879   | Amtsgericht Lorsch    |
| Kirschhausen    | Landgericht Fürth | 1840   | 1879   | Amtsgericht Lorsch    |
| Kleinhausen     | Amt Lorsch        | 1821   | 1879   | Amtsgericht Lorsch    |
| Lampertheim     | Amt Lampertheim   | 1821   | 1879   | Amtsgericht Lorsch    |
| Lorsch          | Amt Lorsch        | 1821   | 1879   | Amtsgericht Lorsch    |
| Nordheim        | Amt Lampertheim   | 1821   | 1839   | Landgericht Gernsheim |
| Ober-Hambach    | Landgericht Fürth | 1840   | 1879   | Amtsgericht Lorsch    |
| Ober-Laudenbach | Landgericht Fürth | 1840   | 1879   | Amtsgericht Lorsch    |
| Seehof          | Amt Lorsch        | 1821   | 1879   | Amtsgericht Lorsch    |
| Sonderbach      | Landgericht Fürth | 1840   | 1879   | Amtsgericht Lorsch    |
| Unter-Hambach   | Landgericht Fürth | 1840   | 1879   | Amtsgericht Lorsch    |
| Viernheim       | Amt Lorsch        | 1821   | 1879   | Amtsgericht Lorsch    |
| Wald-Erlenbach  | Landgericht Fürth | 1840   | 1879   | Amtsgericht Lorsch    |
| Wattenheim      | Amt Gernsheim     | 1821   | 1839   | Landgericht Gernsheim |

## Weitere Entwicklung
Zum 16. Dezember 1839 wurden einige Orte an das neu errichtete Landgericht Gernsheim abgegeben (siehe Übersicht).
Zum 1. April 1840 wurden eine Reihe von Orten vom Landgericht Fürth übernommen (siehe Übersicht).

## Ende
Mit dem Gerichtsverfassungsgesetz von 1877 wurden Organisation und Bezeichnungen der Gerichte reichsweit vereinheitlicht. Zum 1. Oktober 1879 hob das Großherzogtum Hessen deshalb die Landgerichte auf. Funktional ersetzt wurden sie durch Amtsgerichte. So ersetzte das Amtsgericht Lorsch das Landgericht Lorsch. „Landgerichte“ nannten sich nun die den Amtsgerichten direkt übergeordneten Obergerichte. Das Amtsgericht Lorsch wurde dem Bezirk des Landgerichts Darmstadt zugeordnet.

## Richter
- 1821–1834 Georg Christian Heinrich Friedrich Roose[6]
- 1834–1848 Johann Wilhelm Jacob Elias Euler[7]
- 1850–1856 Gustav Adolf Brumhard[8]
- 1856–1871 Johann Joseph Gutfleisch[9]
- 1871–1879 Carl Faustmann[10]